# Theodor Kerckring
Theodor Kerckring o Dirk Kerckring, a volte Kerckeringh o Kerckerinck, (22 luglio 1638 – 2 novembre 1693) è stato un anatomista e chimico olandese.
Nacque da Dirck Kerckring, mercante di Amsterdam e capitano della VOC, e da Margaretha Bas (figlia di Dirck Bas, un ex sindaco di Amsterdam). Nella seconda metà del 1650, fu allievo presso la Scuola Latina di Amsterdam di Franciscus Van den Enden (contemporaneamente al filosofo Baruch Spinoza), prima di cominciare a studiare medicina all'Università di Leida sotto Franciscus Sylvius. Intorno al 1660 venne dipinto da Jurgen Ovens. Nel 1667 gli venne in visita Cosimo III de' Medici, interessato sugli nuovi sviluppi della scienza e curioso di vedere la sua collezione di oggetti anatomici. 
Diverse fonti rivelano che Kerckring rimase in buoni rapporti con Franciscus Van den Enden, di cui ne sposò la figlia Clara Maria nel 1671. Pur di sposare la donna di 27 anni, che era claudicante, Kerckring divenne un cattolico romano. Aiutò suo padre a insegnare il latino; c'è una storia famosa ma non comprovata che Spinoza l'amasse in modo non corrisposto. 
Sebbene ulteriori dettagli sui suoi primi anni di vita siano imprecisi, è noto che trascorse gran parte della sua carriera medica prima del 1675 ad Amsterdam, a Singel. Successivamente viaggiò in tutta l'Europa continentale, stabilendosi ad Amburgo nel 1678. Nel 1683 invitò il suo vecchio amico Niccolò Stenone, un tempo uno dei principali anatomisti, convertitosi al cattolicesimo. Stenone, divenuto prete a Firenze e vescovo a Münster, ebbe bisogno di una nuova posizione; perciò fu aiutato da Kerckring ad ottenere un appuntamento ad Amburgo e Stensen chiese al duca di Toscana, Cosimo III de' Medici, di aiutare Kerckring con un incarico. In questo modo, entrambi gli uomini poterono condividere le proprie esperienze ed idee. 

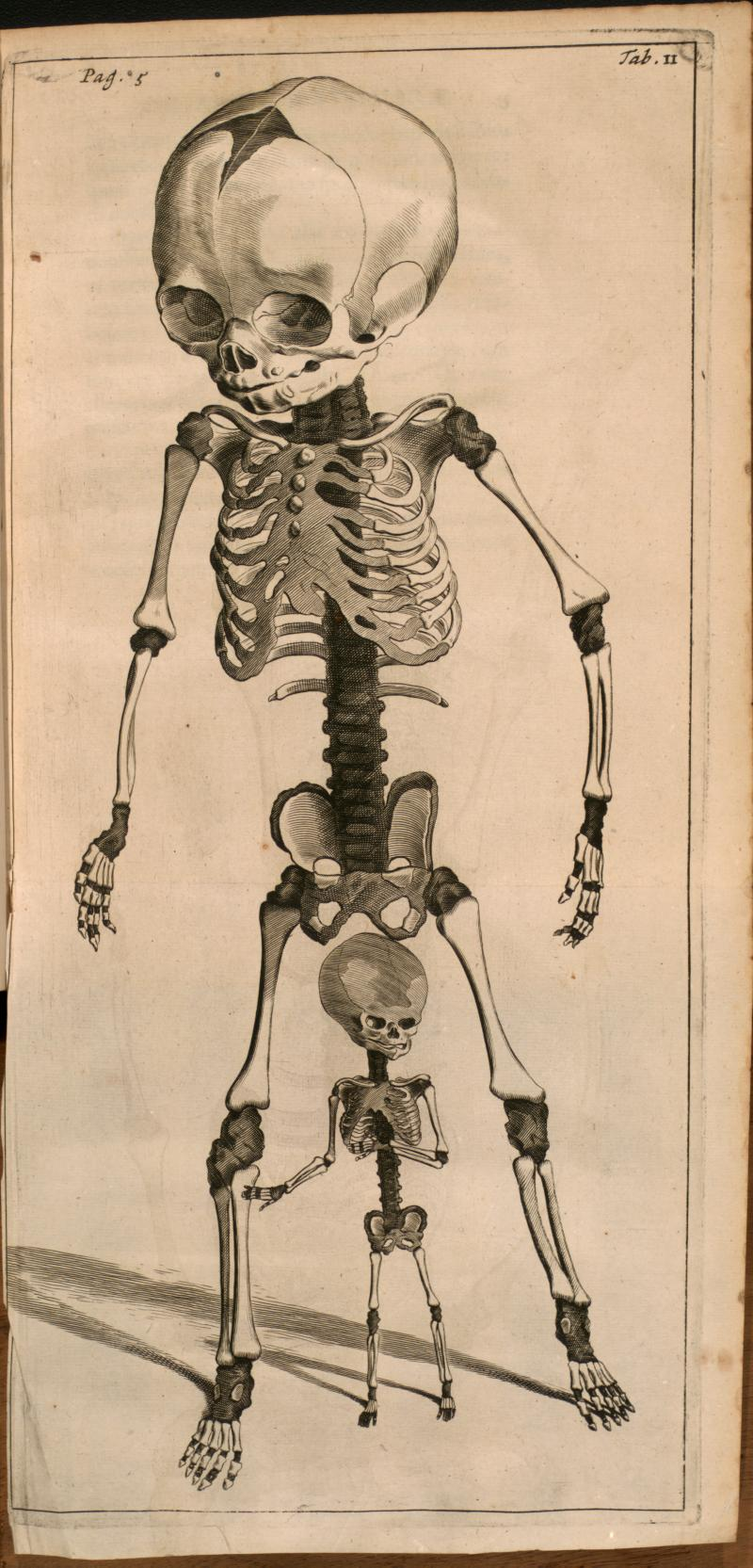
Spicilegium

Kerckring viene oggi ricordato per il suo Spicilegium anatomicum, che è un atlante anatomico di osservazioni cliniche, curiosità mediche, scoperte autoptiche, insieme a informazioni anatomiche generali. È accreditato per aver descritto gli "ossicini di Kerckring", che sono punti di ossificazione secondaria dell'osso occipitale che appaiono intorno alla sedicesima settimana di gestazione. Ha anche fornito una descrizione completa delle pieghe della mucosa dell'intestino tenue: a tali pieghe anatomiche vengono attribuite diversi nomi, come "valvole di Kerckring", "pieghe di Kerckring", pliche circolari o valvole conniventi.

## Opere
- (LA) Opera Omnia Anatomica: Continentia Specilegivm Anatomicvm, Osteogeniam Foetvvm Nec Non Anthropogeniæ Ichnographiam; Accuratissimis Figuris æri incisis illustrata, 2ª ed., Leida.
- (LA) Commentarius in currum triumphalem Antimonii Basilii Valentini, a se latinitate donatum, Amsterdam, Sumptibus Andreæ Frisii, 1671.
- Basilio Valentino, Il carro trionfale di antimonio. Con il commento di Theodore Kerckringius, essendo la versione latina pubblicata ad Amsterdam nel 1685, per essere poi tradotta in inglese e tedesco.